# Kadirejo (Karanganom)
Kadirejo is een bestuurslaag in het regentschap Klaten van de provincie Midden-Java, Indonesië. Kadirejo telt 1502 inwoners (volkstelling 2010).